# Бердыж
Бе́рдыж (бел. Бе́рдыж) — деревня в Чечерском районе Гомельской области Беларуси. Входит в состав Ленинского сельсовета.

## География
В 7 км на юг от Чечерска, 47 км от железнодорожной станции Буда-Кошелёвская (на линии Гомель — Жлобин), 60 км от Гомеля.  
Около деревни расположено месторождение песка.

### Гидрография
На реке Бердыжка (приток реки Сож).

## Транспортная сеть
Транспортные связи по просёлочной, затем по автодорогам, которые отходят от Чечерска. Планировка состоит из прямолинейной улицы, ориентированной почти меридионально и застроенной деревянными домами усадебного типа.

## История
У деревни находится палеолитическая стоянка Бердыж граветтской культуры. Обнаруженные археологами курганный могильник (50 насыпей в 0,1 км на запад от деревни) и поселение эпохи неолита и бронзового века (в 0,5 км на север от деревни, в урочище Коковня) свидетельствуют о заселении этих мест с давних времён.
В письменных источниках Бердыж впервые упоминается в 1510 году как остров Бердыж, во владении дворянина Пищикова. Во времена Великого княжества Литовского (c 1569 года — Речи Посполитой) административно территориально Бердыж относился к Речицкому повету Минского воеводства, а после 1-го раздела Речи Посполитой в 1772 году — к Чечерской волости Рогачёвского уезда Могилёвской губернии Российской империи.
В 1777 году Бердыж находился во владении дворян Иосифа Конюшевского и Андрея Шелюты. В 1816 году — сельцо во владении помещика Хацкевича. По данным на 1847 год расположенный рядом с деревней одноимённый фольварк с 1837 года находился во владении дворянина В. М. Мицкевича. Одноимённое имение (187 десятин земли) в 1871 году принадлежало майору Михаилу Яковлевичу Шелюто (Верёвкину-Шелюто). В деревне в это время действовал хлебозапасный магазин. Согласно переписи 1897 года в Бердыже было 2 ветряные мельницы, рядом находились 3 одноимённых фольварка. В 1909 году в Бердыже было 46 дворов и 135 жителей, а в одноимённом имении, принадлежавшем дворянину А. Верёвкину-Шелюто — 2 двора и 3 жителя. Деревня относилась к Бердыжскому сельскому обществу, в которое также входила деревня Средние Малыничи.
В 1921 году в Бердыже открылась изба-читальня. По данным на 1926 год здесь работали почтовое отделение и школа. С 8 декабря 1926 года до 9 июня 1927 года деревня Бердыж — центр Бердыжского сельсовета Гомельского округа. В 1930 году организован колхоз имени В. И. Ленина, в деревне работали кузница и шерсточесальня.
Во время Великой Отечественной войны в августе-сентябре 1943 года каратели сожгли 80 дворов и убили 8 жителей. 26 жителей погибли на фронте.
В 1962 году к Бердыжу был присоединён посёлок Прогресс. В составе колхоза имени В. И. Ленина (центр — посёлок Вознесенский).
Уроженцем околицы Бердыж был георгиевский кавалер, полковник Русской армии Евстафий Игнатьевич Верёвкин-Шелюта, погибший при обороне Севастополя в 1855 году. В Бердыже также родился белорусский поэт Леонид Григорьевич Гаврилов (1918—1941).

## Население
- 1847 год — 64 жителя.
- 1884 год — 28 дворов, 131 житель.
- 1897 год — 44 двора, 274 жителя (согласно переписи).
- 1909 год — 46 дворов, 135 жителей (в деревне; в имении А. Верёвкина-Шелюто — 2 двора, 3 жителя).
- 1926 год — 82 двора, 371 житель.
- 1940 год — 86 дворов, 426 жителей.
- 1959 год — 191 житель (согласно переписи).
- 2004 год — 18 хозяйств, 39 жителей.

## Достопримечательность
- Бердыжская стояка или Подлужье I — археологический памятник, относится к эпохе палеолита, находится в 3 км от деревни Бердыж, 0,3 км от Подлужье, на реке Сож